# Фернандес, Хорхе (легкоатлет)
Хорхе Ядиан Фернандес Эрнандес (исп. Jorge Yadián Fernández Hernández; род. 2 октября 1987, Карденас, Матансас) — кубинский легкоатлет, специалист по метанию диска. Выступает за сборную Кубы по лёгкой атлетике с 2005 года, чемпион Панамериканских игр, чемпион Игр Центральной Америки и Карибского бассейна, победитель и призёр первенств национального значения, участник трёх летних Олимпийских игр.

## Биография
Хорхе Фернандес родился 2 октября 1987 года в городе Карденас провинции Матансас.
Впервые заявил о себе в лёгкой атлетике на международном уровне в сезоне 2005 года, когда вошёл в состав кубинской национальной сборной и выступил на домашних Играх АЛБА в Гаване, где в зачёте метания диска стал шестым. Также в этом сезоне выиграл серебряную медаль на юниорском панамериканском первенстве в Уинсоре.
В 2006 году занял пятое место на юниорском мировом первенстве в Пекине.
На Играх АЛБА 2007 года в Каракасе превзошёл всех соперников и завоевал золотую медаль.
В 2008 году одержал победу на чемпионате Центральной Америки и Карибского бассейна в Кали. Благодаря череде удачных выступлений удостоился права защищать честь страны на летних Олимпийских играх в Пекине — на предварительном квалификационном этапе метнул диск на 59,60 метра, чего оказалось недостаточно для выхода в финал.
В 2009 году победил на Играх АЛБА в Гаване и на чемпионате Центральной Америки и Карибского бассейна в том же городе.
На иберо-американском чемпионате 2010 года в Сан-Фернандо взял бронзу.
В 2011 году занял восьмое место на чемпионате мира в Тэгу, был лучшим на Панамериканских играх в Гвадалахаре.
Находясь в числе лидеров кубинской легкоатлетической команды, благополучно прошёл отбор на Олимпийские игры 2012 года в Лондоне — в финале метания диска показал результат 62,02 метра, расположившись в итоговом протоколе соревнований на 11-й строке.
В 2013 году закрыл десятку сильнейших на чемпионате мира в Москве.
В 2014 году победил на Панамериканском спортивном фестивале в Мехико и на Играх Центральной Америки и Карибского бассейна в Веракрусе, стал вторым на Континентальном кубке IAAF в Марракеше, в то время как на соревнованиях в Лозанне установил свой личный рекорд в метании диска — 66,50 метра.
На Панамериканских играх 2015 года в Торонто показал в финале пятый результат.
Выполнив олимпийский квалификационный норматив (65,00), отобрался на Олимпийские игры 2016 года в Рио-де-Жанейро — здесь метнул диск на 60,43 метра и в финал не вышел.
После Олимпиады в Рио Фернандес остался действующим спортсменом на ещё один олимпийский цикл и продолжил принимать участие в крупнейших международных турнирах. Так, в 2018 году он добавил в послужной список серебряную награду, выигранную на Играх Центральной Америки и Карибского бассейна в Барранкилье.
В 2019 году стал четвёртым на Панамериканских играх в Лиме, выступил на чемпионате мира в Дохе.